# Estanh de Montcasau
L'estanh de Montcasau (en català, estany de Montcasau) és un estany pirinenc a la llera del riu Loseron. Està situat al Pla de Loseron, als peus del Tuc de Salana, dins el terme del municipi de Naut Aran a la Vall d'Aran. Forma part de la capçalera de Valarties. Pertany a la zona perifèrica del Parc Nacional d'Aigüestortes i Estany de Sant Maurici. Un estany bessó està situat uns metres al sud-est.
La sortida natural d'aigua de l'estanh de Montcasau és el riu Loseron que desaigua i és tributari del riu Rencules. Les seves aigües formen part de la conca del riu de Valarties.

## Obres hidroelèctriques
L'estany té una superfície de 2,6 hectàrees, una capacitat de 0,12 hectòmetres cúbics i la seva cota d'altitud és 2.028 metres. En el vessant Oest s'hi va edificar una presa per augmentar la capacitat d'embassament, la longitud de la qual en la seva coronació és de 193 metres.

La presa va ser construïda l'any 1955 per la Sociedad Productora de Fuerzas Motrices. També es feren les següents canalitzacions soterrades per traspassar cabals d'aigua entre conques:
- Connexió de l'estany Major de Colomèrs a estanh de Montcasau.
- Connexió de l'estany de la Restanca a estanh de Montcasau. Si bé el sentit habitual de l'aigua és de Restanca a Montcasau, amb la Central Hidroelèctrica d'Arties aturada es poden fer transvasaments d'aigua de Montcasau a Restanca pel mètode dels vasos comunicants.[3]
- Per abastir la Central d'Arties, connexió de l'estanh de Montcasau al Salt d'Arties reseguint la serra de Mont-romies.

Per portar les persones i els materials necessaris per a la presa i les canalitzacions es va construir un funicular que arribava fins l'estany. La línia va ser desmantellada l'octubre de 1995.

## Accessos
El sender GR-11 passa per la dreta dels dos estanys; de pujada es dirigeix cap el coll Era Passada de Ribereta (2.334,1 metres). El coll enllaça tant els estanys de Montacasau com els estanys de Ribereta amb el refugi de Colomers.